# Biederthal
Biederthal es una comuna francesa, situada en el departamento de Alto Rin, en la región  de Alsacia.

## Demografía
| 221 | 228 | 221 | 209 | 232 | 308 |
| Para los censos de 1962 a 1999 la población legal corresponde a la población sin duplicidades (Fuente: INSEE [Consultar]) |     |     |     |     |     |